# 1429 Пемба
1429 Пемба (енгл. 1429 Pemba) је астероид главног астероидног појаса чија средња удаљеност од Сунца износи 2,554 астрономских јединица (АЈ).
Апсолутна магнитуда астероида је 12,5 а геометријски албедо 0,024.